# 円覚寺 (那覇市)

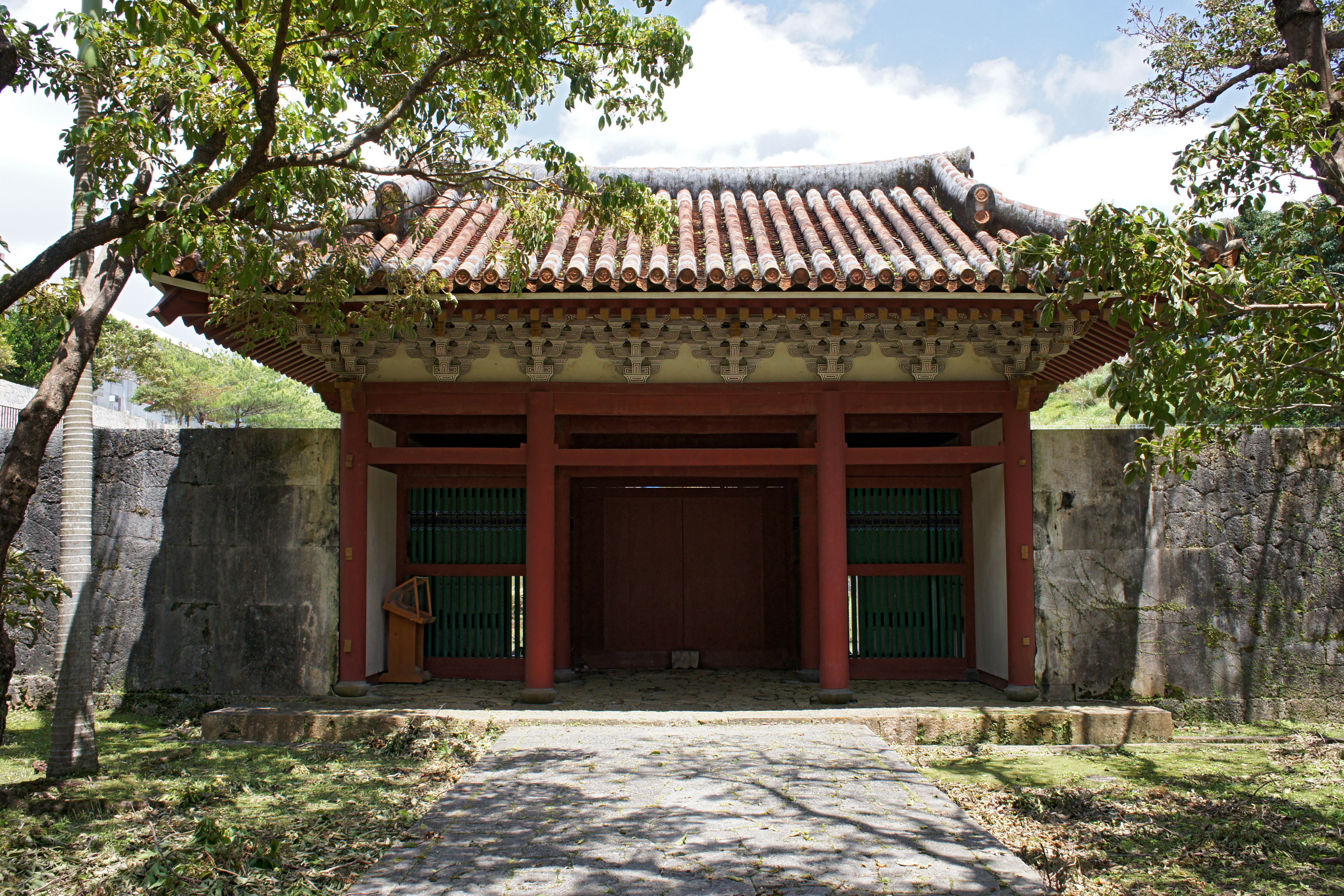
円覚寺跡（総門）

円覚寺（えんかくじ、琉球語：ウフティラ）は、沖縄県那覇市首里当蔵町（首里城北面）にかつて存在した臨済宗妙心寺派の仏教寺院。山号は天徳山。本尊は釈迦如来、文殊菩薩、普賢菩薩の釈迦三尊。琉球王国における臨済宗の総本山であり、第二尚氏の香華院（菩提寺）とされた。
弘治5年（1492年）、尚真王が父尚円王の追福のため建立し、弘治7年（1494年）、京都の臨済宗僧芥隠禅師（かいんぜんじ）が開山した。鎌倉の円覚寺にならって禅宗七堂伽藍を備え、戦前には総門、三門、仏殿など9件が旧国宝に指定されていたが、沖縄戦ですべて失われた。

## 歴史

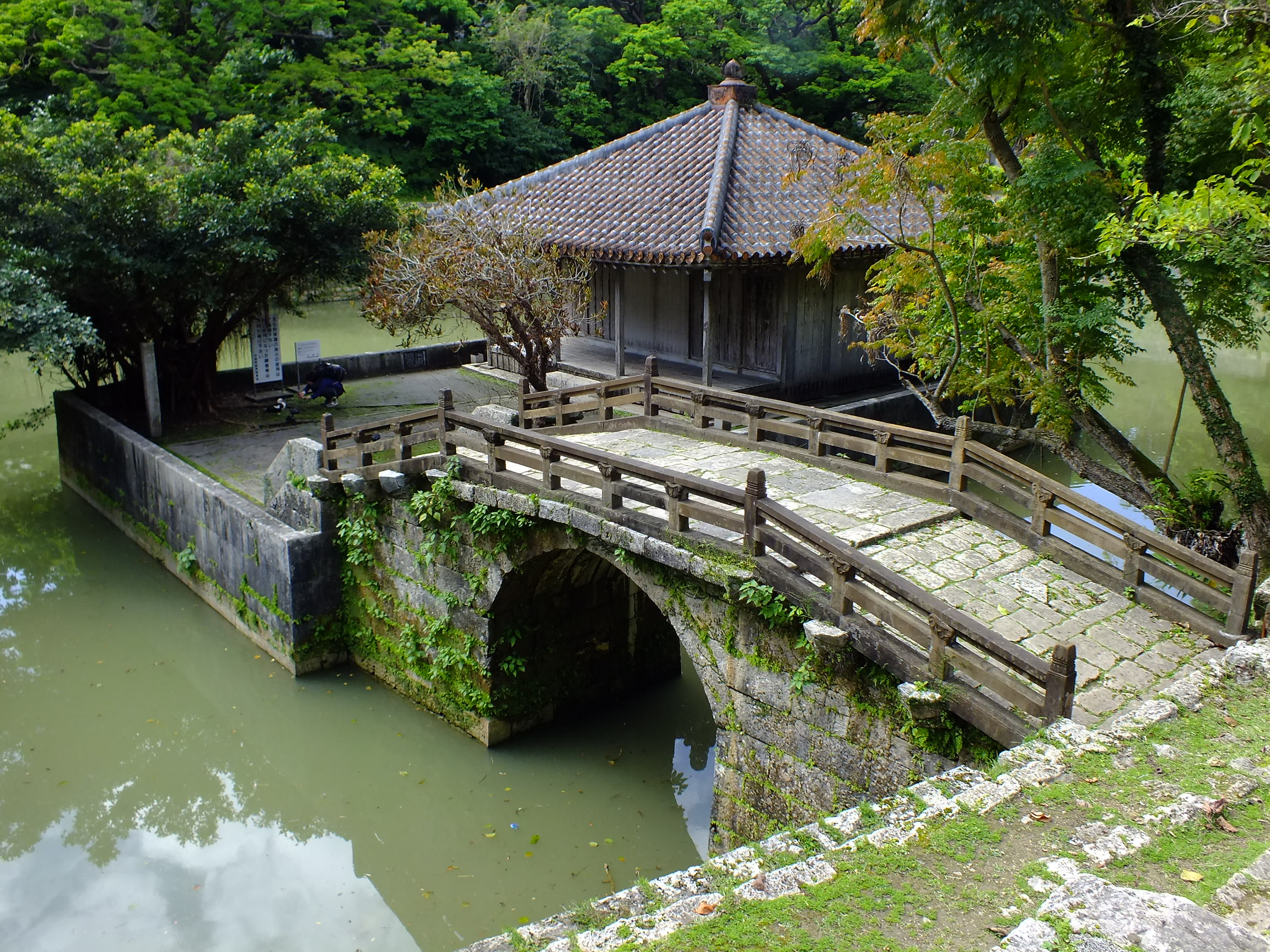
弁財天堂と円鑑池

第二尚氏の菩提寺として弘治7年（1494年）、第二尚氏王統の尚真王が亡父尚円王の冥福を祈って創建した。開基は京都の南禅寺から初めて琉球に臨済宗を伝えた芥隠承琥。鎌倉の円覚寺を模して造られ、同時に宗廟「御照堂」を建立したといわれ、山門外に放生池と放生橋を築造、寺前には円鑑池と経堂（のちの弁財天堂）が造られた。梵鐘は周防国（現代の防府市）で鋳造された。1495年製作で「鍛冶大工大和相秀」と刻印されており、当時は周防を支配していた大内氏と交流があった。
第二尚氏の支援を受けて繁栄し、寺前にある円鑑池では、中国からの冊封使を招いて宴が開かれるなど、琉球王朝史の中で極めて重要な位置を占めていた。毎年旧暦12月20日には、王国の安寧と国王の健康長寿を願い若水を奉納する儀式「美御水（ヌービー）の奉納祭」が行われ、国王が使者を辺戸（辺戸大川）に派遣して取水し、辺戸ノロが祈願をして同28日に円覚寺に保管。元日未明、王府に献上されていた。現在は、円覚寺総門前にて当時の儀式が再現されている。
明治時代の琉球処分後、仏殿、三門、方丈などの寺の伽藍は、昭和8年（1933年）国宝（旧国宝）に指定されたが、沖縄戦で放生橋を残して全て焼失した。
跡地は戦後、昭和23年（1948年）に琉球大学の教員宿舎が、昭和40年（1965年）頃に同大学のグラウンドが建設され、基壇や石畳などの遺構は破壊もしくは地下に埋め込まれた。昭和43年（1968年）に総門が復元され、放生池の修復が行われた。昭和59年（1984年）に琉球大学の移転が完了し、遺構の全容解明と復元整備が進められている。旧：琉球大学跡地を除く残りの敷地は、現在沖縄県立芸術大学の一部となっている。
再建された建造物が総門のみのため、放生橋（放生池）越しに総門を奥にした構図が多く、誤解されがちであるが、三門、仏殿などの伽藍は総門の反対側にあった。
平成26年（2014年）、かつて沖縄戦で焼失した三門を復元することが沖縄県から発表された。平成27年（2015年）度中には設計して、平成30年（2018年）には復元する予定で、実現するのは1968年の総門以来50年ぶりの予定だった。しかし停滞となったため、令和元年（2019年）度に実施設計が完了、令和2年（2020年）度に「首里城復興方針」を発表、令和5年（2023年）に完成した。
円覚寺にはかつて第二尚氏歴代の肖像画（御後絵）が保管されていた。明治になって琉球王国が終焉を迎えると中城御殿に移されたが、沖縄戦で全て行方不明となった。戦前に鎌倉芳太郎によって撮影されたモノクロ写真によって画像は残っており、現在の首里城に展示されている。戦後、残された写真及び中国側の資料などを元に復元が試みられ、平成8年（1996年）に佐藤文彦がアクリル絵の具などを用いて10点を復元。2012年には、第18代尚育王の御後絵が東京芸術大学により復元された。
平成26年（2014年）10月には、沖縄戦で焼失した仏殿什器の一部で行方が分からなかったとされる2つの牌（はい）が沖縄県立博物館・美術館内に保管されていたことが14日に明らかとなり、文化財の美術工芸品のクラスの貴重な資料となる。
平成27年（2015年）4月に、戦前の図面が公開された。図面は沖縄美ら島財団収蔵の森政三（1895年 - 1981年）のコレクションに含まれており、貴重な史料である。
阿吽二体一対の仁王像も、残された破片から復元が取り組まれている。
令和3年（2021年）9月に、沖縄戦で破壊された2体に仁王像が6年にかけて復元。10月は福岡県の九州国立博物館を、沖縄での公開は来年秋以降になる。
令和6年（2024年）11月にかつては明桜3年（1494年）に建造され、沖縄戦で破壊された山門の復元工事を公開、令和9年（2027年）度に完成する予定。

### 往時の円覚寺

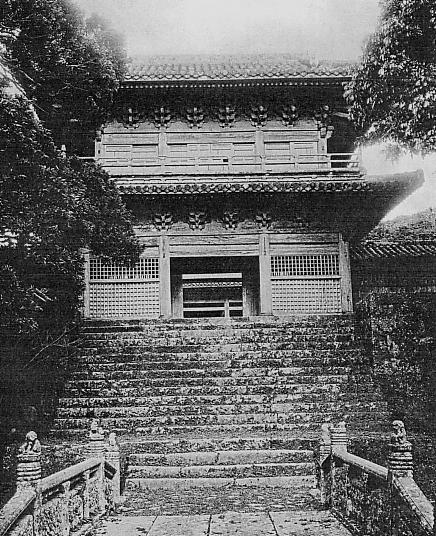
放生橋と三門
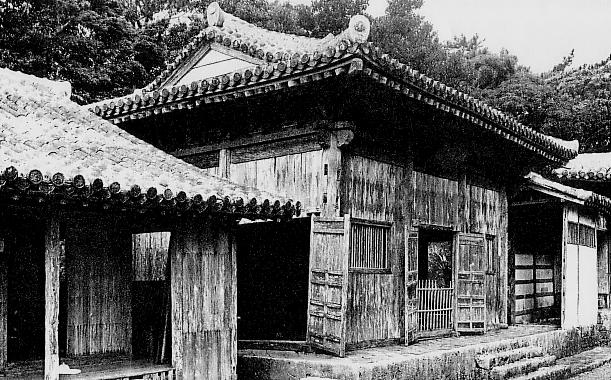
獅子窟
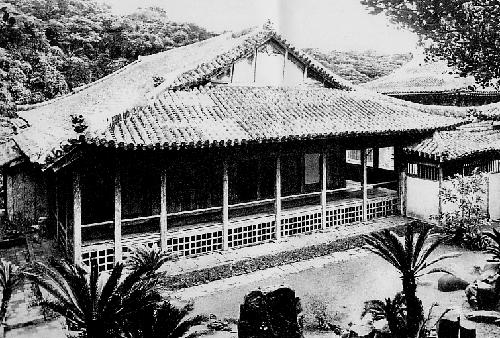
竜淵殿
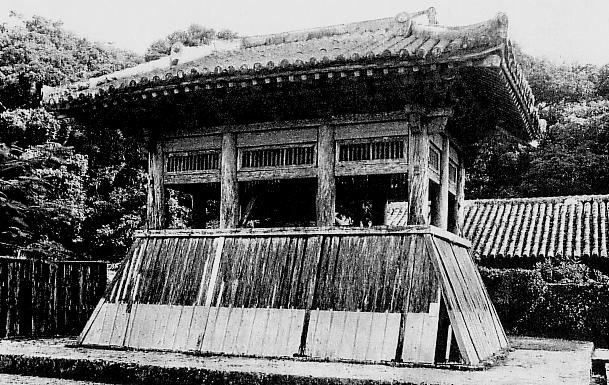
鐘楼
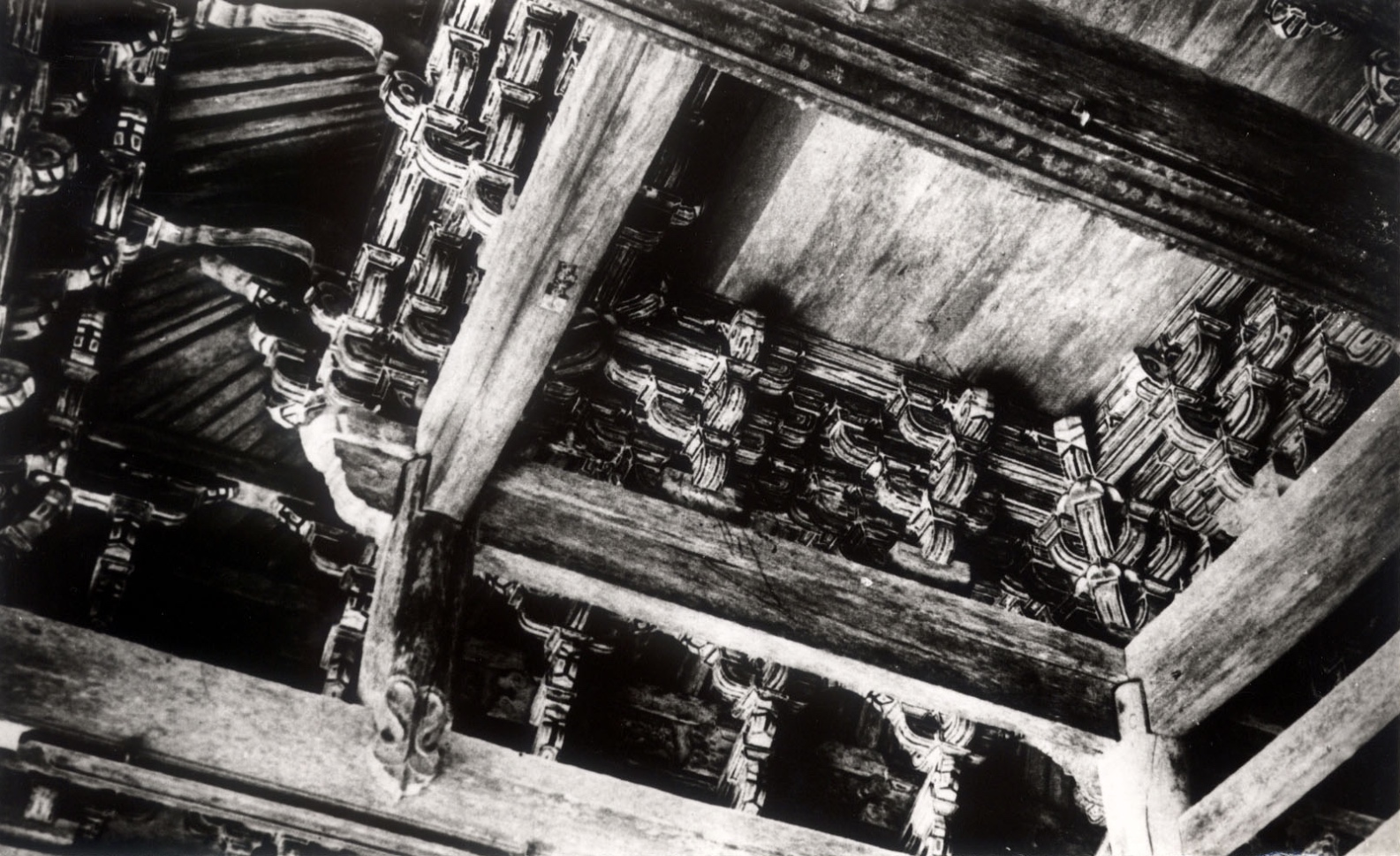
仏殿天井
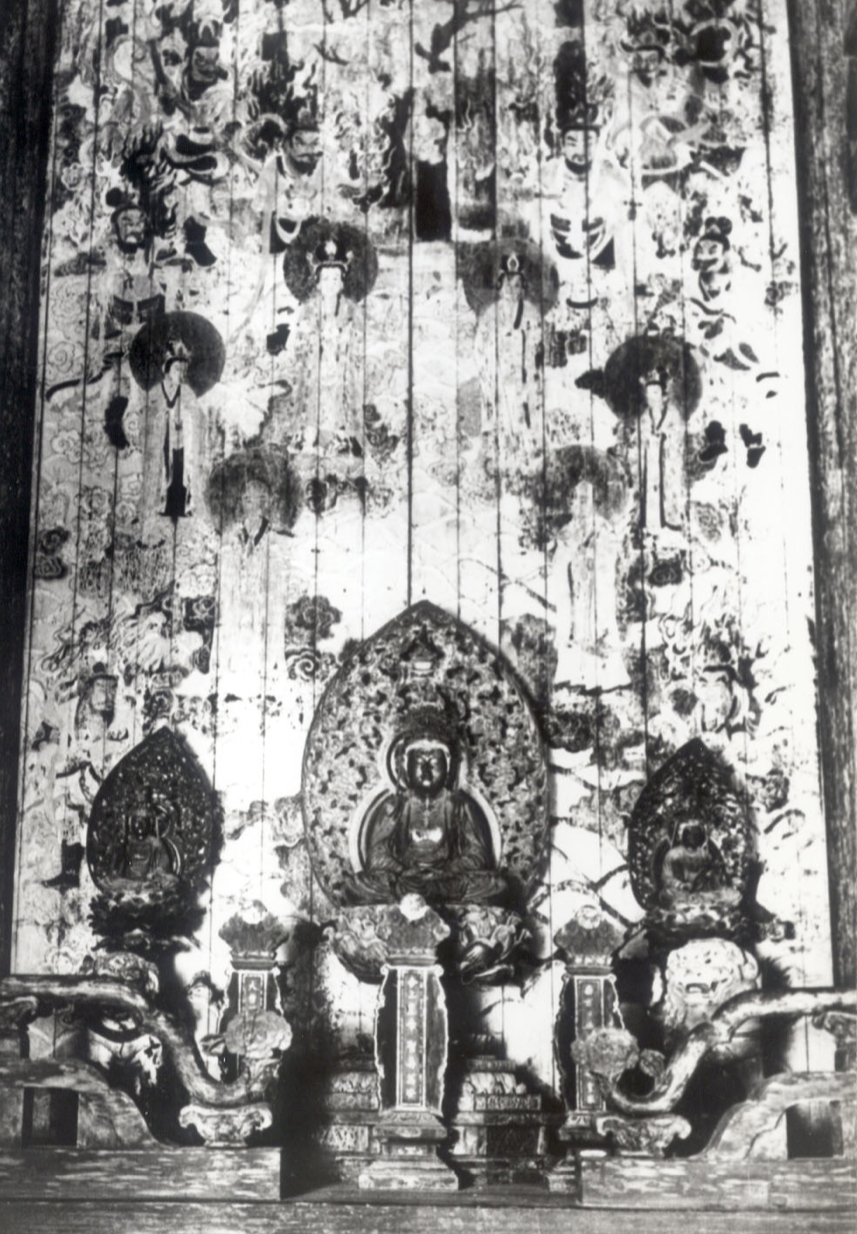
仏殿内部来迎壁

- ※ 『琉球建築』より、田辺泰編、座右宝刊行会、復刻1972年、初版1937年

## 文化財

### 重要文化財

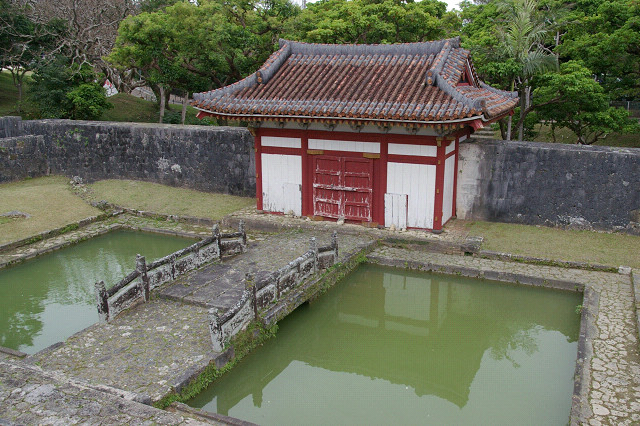
旧円覚寺庭園（総門・放生池・放生橋）

- 放生橋 - 第二尚氏王統初期、中国の石工の作になる石造桁橋。高欄に弘治戊午歳（弘治11年・1498年）の銘がある。沖縄返還後の昭和47年（1972年）、国の重要文化財に指定された。前後の参道、池周囲の石積・石畳が附（つけたり）指定となっている。現在は沖縄県の所有。
- 天女橋 - 円鑑池の弁財天堂に架けられた石橋。日本百名橋の一つで、国の重要文化財に指定されている。
- 梵鐘（旧円覚寺楼鐘）・梵鐘（旧円覚寺殿前鐘）・梵鐘（旧円覚寺殿中鐘） - 沖縄県立博物館・美術館に所在

### 沖縄県指定有形文化財
- 総門 - 円覚寺の第一門（正門）。間口3間の中央に扉を設け、左右の各1間には仁王像を配していた。
- 円覚寺放生池石橋勾欄 - 欄干に使われた輝緑岩は中国産で、親柱には小さな獅子の彫刻が施されている[21]。

### 史跡
- 円覚寺跡

## 末寺
崇元寺、祥雲寺、桃林寺、照大寺、西来院、長寿寺、広厳寺、東禅寺、清泰寺、興禅寺、報恩寺、樹昌院、来光院、福寿院、紫雲軒。

## アクセス

### モノレール
- 沖縄都市モノレール線（ゆいレール）首里駅徒歩15分

### 路線バス
各路線の概要、経由地、運行本数等は、系統名の右のバス会社を参照。

#### 県立芸大前バス停
- 8番（首里城下町線） 沖縄バス

#### 首里城公園入口バス停
- 1番（首里識名線） 那覇バス
- 8番（首里城下町線） 沖縄バス
- 17番（石嶺線） 那覇バス
- 46番（糸満西原（鳥堀）線） 那覇バス

## 関連書籍
- 鎌倉芳太郎編『沖縄文化の遺宝』（写真・本文の2分冊）岩波書店、1982年
- 竹内清乃編『別冊太陽スペシャル　首里城』平凡社、2020年